# Plectranthias lasti
Plectranthias lasti, thường được gọi là cá mú lưới, là một loài cá biển thuộc chi Plectranthias trong họ Cá mú. Loài này được mô tả lần đầu tiên vào năm 1995, được đặt theo tên của Peter R. Last, người đã thu thập các mẫu vật của loài này và phát hiện ra đây là một loài chưa được mô tả.

## Phân bố và môi trường sống
P. lasti có phạm vi phân bố nhỏ hẹp ở vùng biển Tây Nam Thái Bình Dương. Loài này chỉ được tìm thấy ở thềm lục địa Tây Bắc ngoài khơi bang Tây Úc, và biển San Hô, ngoài khơi bang Queensland, Đông Úc, ở độ sâu được ghi nhận trong khoảng từ 200 đến 370 m.

## Mô tả
Mẫu vật lớn nhất dùng để mô tả P. lasti có kích thước chiều dài cơ thể là 6,8 cm. Không rõ màu sắc khi còn sống của loài này. Vây bụng không chạm đến được hậu môn. Vây đuôi có khía rãnh. P. lasti tương đồng nhất với loài Plectranthias megalophthalmus, nhưng cũng có những điểm khác biệt như sau: P. lasti có 14 tia vây mềm, còn P. megalophthalmus có 15 tia vây mềm; và mắt của P. lasti lớn hơn P. megalophthalmus.
Số gai ở vây lưng: 10 (gai thứ 5 thường dài nhất); Số tia vây mềm ở vây lưng: 14; Số gai ở vây hậu môn: 3; Số tia vây mềm ở vây hậu môn: 7; Số tia vây mềm ở vây ngực: 15; Số tia vây mềm ở vây đuôi: 15; Số gai ở vây bụng: 1; Số tia vây mềm ở vây bụng: 5; Số vảy đường bên: 30.